# Michael Jeter
Michael Jeter (ur. 26 sierpnia 1952 w Lawrenceburgu, zm. 30 marca 2003 w Los Angeles) – amerykański aktor. Znany przede wszystkim z ról drugoplanowych, m.in. Eduarda Delacroix w Zielonej Mili, Gregora w Wodnym świecie, Udesky’ego w Parku Jurajskim 3 czy Earla Leedy’ego w Strefie zrzutu, u boku takich aktorów jak Kevin Costner, Wesley Snipes, Tom Hanks, Tea Leoni czy Sam Neill.

## Życiorys
Urodził się w Lawrenceburgu w Tennessee, jako syn Virginii (z domu Raines), i Williama Clauda Jetera (1922–2010), stomatologa. Początkowo marzył o karierze z zawodzie lekarza. Jednak podczas studiów na Uniwersytecie Stanowym w Memphis zapisał się do trupy aktorskiej.
W 1979 zadebiutował na dużym ekranie rolą Sheldona w słynnym musicalu Miloša Formana Hair. W 1981 Tommy Tune zaangażował go do off-broadwayowskiego przedstawienia Cloud 9. W 1990 otrzymał Tony Award za występ jako Otto Kringelein w musicalu Grand Hotel na Broadwayu. W 1992 zdobył Emmy za rolę nauczyciela matematyki i asystenta trenera piłki nożnej Hermana Stilesa w sitcomie CBS Miasteczko Evening Shade (1990–1994). Widzowie mogli go oglądać w roli więźnia przyjaźniącego się z myszami w Zielonej Mili (1999) w reżyserii Franka Darabonta z Tomem Hanksem i Michaelem Duncanem w rolach głównych czy Udesky’ego w trzeciej części Parku Jurajskiego (2001), a także pechowego rabusia Toto w komedii Witajcie w Collinwood (Welcome to Collinwood, 2002) u boku George’a Clooneya. Użyczył swojego głosu jako Chudy Maszynista i Gruby Maszynista w animowanym filmie familijnym fantasy Ekspres polarny (The Polar Express, 2004) w reżyserii Roberta Zemeckisa z Tomem Hanksem w roli głównej.

## Życie prywatne
Był gejem. Od 1995 aż do momentu śmierci jego partnerem był Sean Blue. Był nosicielem wirusa HIV. Zmarł 30 marca 2003 w wieku 50 lat we własnym domu w Los Angeles wskutek silnego napadu padaczkowego.